# (2965) Surikov
(2965) Surikov est un astéroïde de la ceinture principale.

## Description
(2965) Surikov est un astéroïde de la ceinture principale. Il fut découvert le 18 janvier 1975 à Nauchnyj par Lioudmila Tchernykh. Il présente une orbite caractérisée par un demi-grand axe de 2,39 UA, une excentricité de 0,22 et une inclinaison de 24,2° par rapport à l'écliptique.

## Compléments